# Abel Duarte
Abel Duarte (Paraje Los Rosanos, Valle Edén, Tacuarembó; 21 de agosto de 1958-Montevideo, 5 de agosto de 2019) fue un locutor y comunicador uruguayo.

## Biografía
Con 30 años de trayectoria en la radio, la mayor parte de su carrera se desarrolló conduciendo el programa Musicalísimo desde 1976 en Radio Continente, y en 1984 pasó a Radio Oriental, siendo acompañado más adelante hasta el último año por el médico Jorge Marfetán. Sus DJ originales fueron Gustavo Evers y Alvaro Marchand que lo acompañaron hasta el final. 
También incursionó en política, postulándose a cargos electivos por el Partido Colorado; llegó a ser elegido diputado suplente en las elecciones de 2009 y en las de 2014, en filas del senador José Amorín Batlle.
Falleció el 5 de agosto de 2019 a los 60 años, a causa de una neumonía.